# Corexit

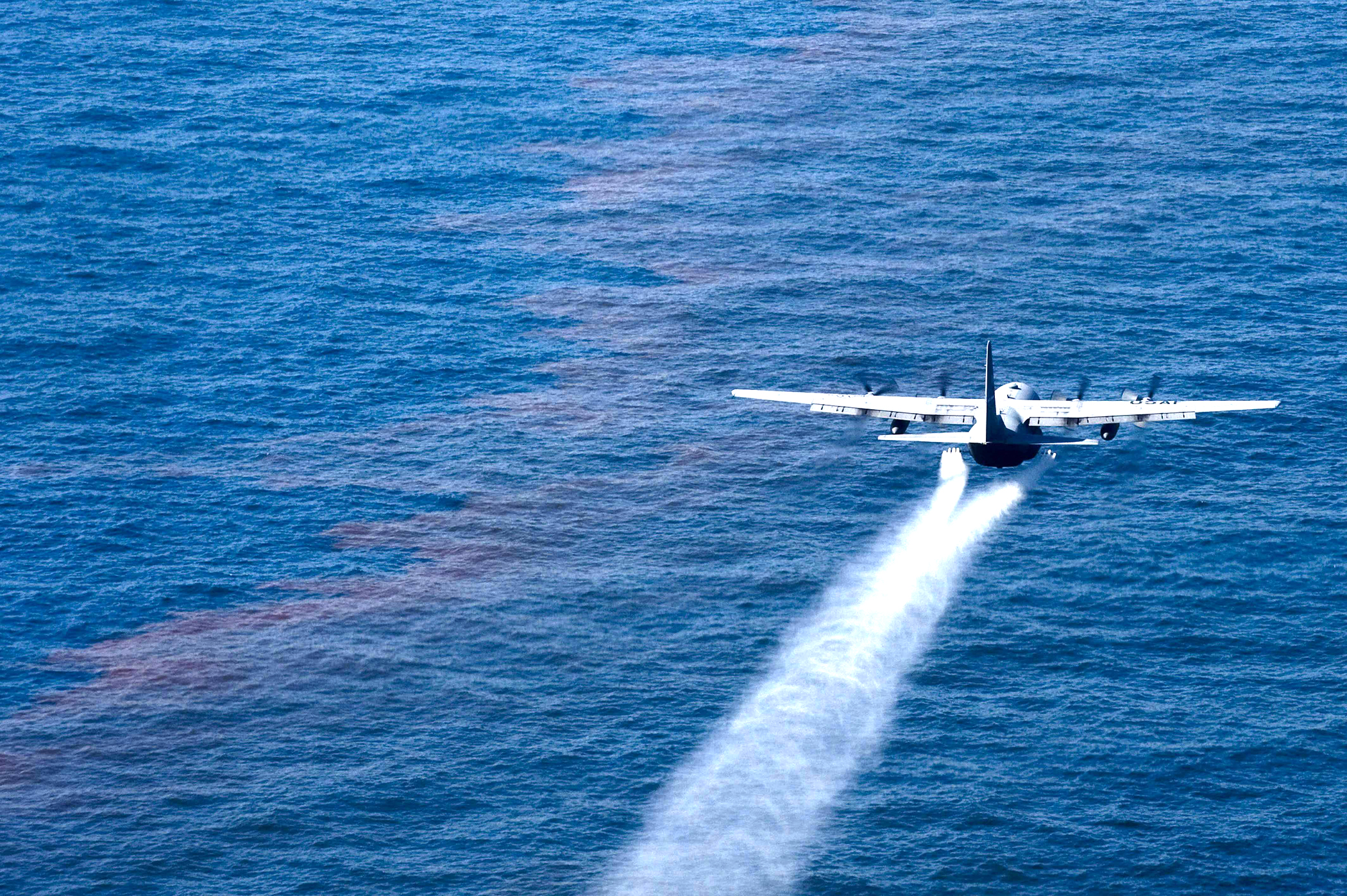
Un avion Lockheed C-130 Hercules de l'armée de l'air américaine largue du Corexit à la suite de l'explosion de Deepwater Horizon dans le golfe du Mexique.

Corexit, souvent stylisé COREXIT, est le nom d'une gamme de produits dispersants d'hydrocarbures utilisés pour dissoudre les marées noires.
Elle est produite par la Nalco Holding Company, qui a fusionné avec Ecolab en 2011, et est associée à BP et Exxon. Le pétrole, qui devrait normalement remonter à la surface de l'eau, est émulsionné en de minuscules gouttelettes par le dispersant et reste en suspension dans l'eau et sur le plancher océanique.
Corexit a été utilisé en grande quantité à la suite de l'explosion de Deepwater Horizon en 2010 dans le golfe du Mexique. En 2012, une étude a révélé que le Corexit augmente la toxicité du pétrole de 52 fois.
COREXIT Environmental Solutions a annoncé en novembre 2022 l'arrêt de la fabrication et de la vente de produits de dispersion d'huile et de nettoyage du rivage avec effet immédiat.